# Duale Hochschule Baden-Württemberg Heilbronn
Die Duale Hochschule Baden-Württemberg Heilbronn ist einer der Standorte der Dualen Hochschule Baden-Württemberg, der größten Hochschule des Landes Baden-Württemberg. Sie bietet duale Studiengänge an und befindet sich auf dem Gelände des Bildungscampus Heilbronn. 

## Entwicklung
Die Duale Hochschule Baden-Württemberg Heilbronn wurde 2010 mit Unterstützung der Dieter-Schwarz-Stiftung als Außenstelle der DHBW Mosbach gegründet. Zum 1. Juli 2014 wurde die bisherige Außenstelle als neunte Studienakademie ein eigenständiger Standort der DHBW. Zur ersten Rektorin wurde Nicole Graf berufen, die zuvor an der Dualen Hochschule Baden-Württemberg Mosbach und deren Außenstelle Bad Mergentheim tätig war sowie den DHBW Campus Heilbronn aufbaute. Als Hochschule hat die DHBW Heilbronn einen Forschungsauftrag zu erfüllen.
Nahezu zeitgleich wurde am 1. Oktober 2014 das DHBW Center for Advanced Studies (CAS) gegründet, das wie die DHBW Heilbronn auf dem Bildungscampus der Dieter-Schwarz-Stiftung in Heilbronn angesiedelt ist. Das CAS ist eine zentrale Einrichtung der Dualen Hochschule Baden-Württemberg, in dem die Masterstudiengänge und die Weiterbildungsangebote der DHBW gebündelt sind.

## Studienfächer
- BWL-Dienstleistungsmanagement (DLM)
  - Consulting & Sales
  - Human Resources
  - Media, Vertrieb und Kommunikation
  - Sportmanagement
- BWL-Handel (HD)
  - Handel
  - Digitaler Handel
  - Fashion Management
  - Handelslogistik
  - International Retail Management
  - Retail Management
- BWL-Food Management
  - Food Management
- BWL-Digital Commerce Management (DCM)
  - Digital Commerce Management
- BWL-Technical Management
  - Wertstoffmanagement und Recycling
- Data Science und Künstliche Intelligenz
  - Smart Operations Management
- Personalisierte Ernährung
  - Personalisierte Ernährung
- Wein-Technologie-Management
  - Wein-Technologie-Management
- Wirtschaftsinformatik (WI)
  - Business Engineering
  - Data Science
  - Software Engineering

## Kritik
In einer RTL-Reportage von Günter Wallraff wurden von einer angeblichen DHBW-Professorin, die anonym blieb, verschiedene Vorwürfe gegenüber der DHBW Heilbronn erhoben. Unter anderem seien Äußerungen, die die Schwarz-Gruppe (deren Dieter-Schwarz-Stiftung fördert die Hochschule zu einem Teil, zudem studieren deren dualen Studenten auf der Hochschule) "verärgern könnten" nicht erwünscht. Es herrsche ein "Klima der Angst". Ebenso werde gegenüber Dozenten Druck auf deren Notengebung ausgeübt, wenn es sich um Studenten von Kaufland handele. Diese dürften in Prüfungsleistungen nicht durchfallen oder zu schlecht bewertet werden. Die Rektorin der DHBW Heilbronn Nicole Graf dementierte die Vorwürfe scharf. Es handele sich bei der angeblichen DHBW-Professorin um eben keine. Zudem gewährleiste die Dieter-Schwarz-Stiftung die Freiheit von Forschung und Lehre.